# Beja (Russia)
Beja (in russo Белый Яр?) è un villaggio della Russia che appartiene alla Chakassia. È il centro amministrativo del distretto  Bejskij.
Si trova nell'interfluvio dei fiumi Abakan e Enisej, vicino agli speroni dei monti Saiani Occidentali, 100 km a sud della capitale della repubblica Abakan.